# Charles Asselineau
François-Alexandre-Charles Asselineau  (geb. 13. März 1820 in Paris; gest. 25. Juli 1874 in Châtel-Guyon) war ein französischer Schriftsteller, Kunst- und Literaturhistoriker. 

## Leben
Asselineau absolvierte das Lycée Condorcet und befreundete sich dort mit Nadar. Wie dieser begann er ein Medizinstudium, wandte sich aber bald der Literatur zu. 1859 wurde er Bibliothekar der Mazarin-Bibliothek, der späteren Nationalbibliothek in Paris. Er veröffentlichte seine Artikel in liberalen Literatur- und Kunstzeitschriften und Zeitungen und schrieb archäologische und literarische Monographien. Im Jahr 1845 begegnete er Charles Baudelaire (1821–1867) und wurde sein treuer Freund fürs Leben. Er unterstützte ihn bei der ersten Publikation von Les Fleurs du Mal im Jahre 1857 und veröffentlichte zusammen mit Théodore de Banville 1868 die dritte Auflage, nachdem beide von Baudelaires Mutter Caroline Aupick mit der Herausgabe der Gesamtwerke ihres Sohnes beauftragt worden waren. 1869 schrieb er die erste Biographie von Baudelaire: Charles Baudelaire, sa vie et son œuvre (Charles Baudelaire, sein Leben und Werk).  

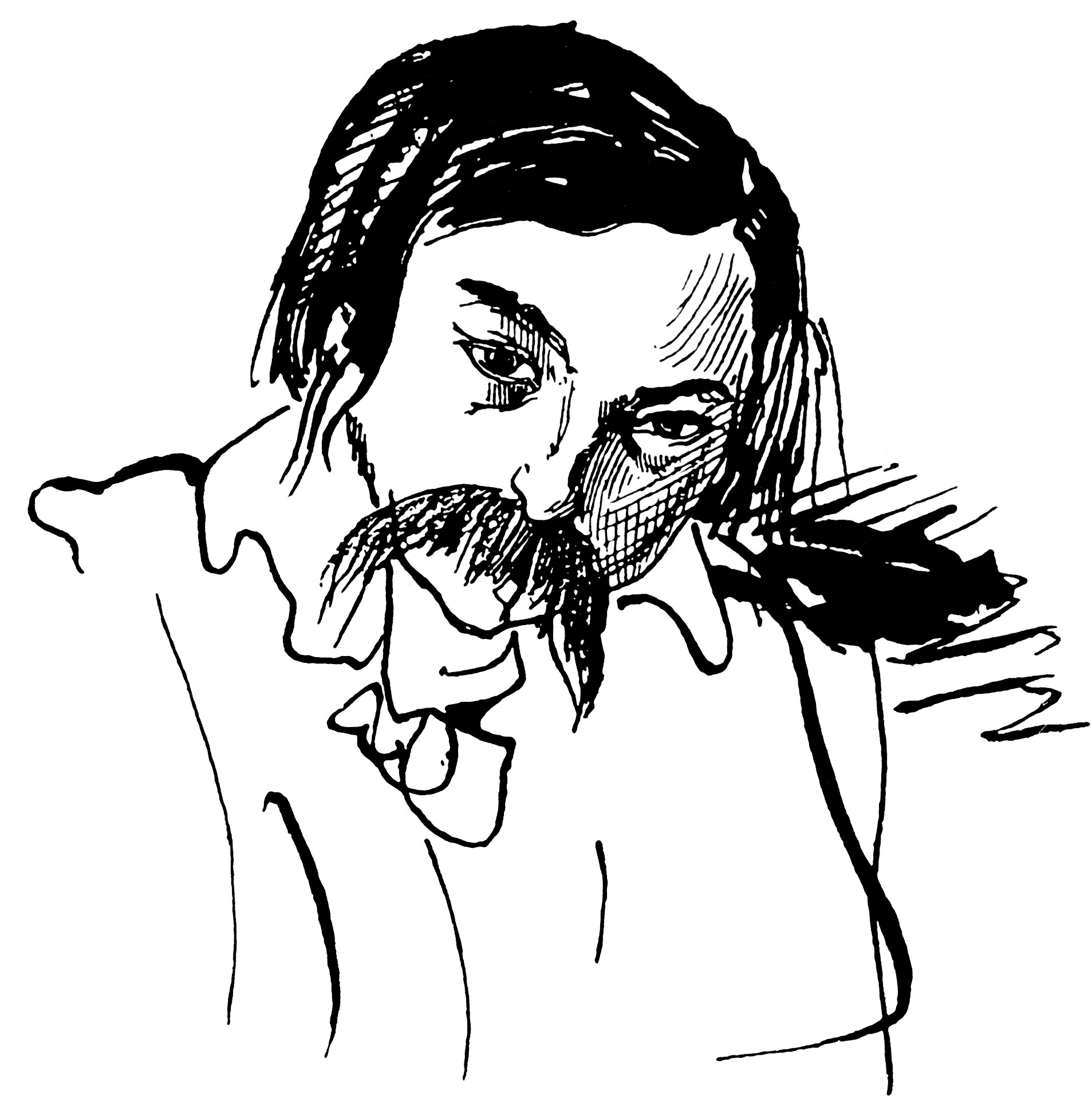
Charles Asselineau gezeichnet von Charles Baudelaire (1850)

Seine 1860 erschienene Erzählung L’enfer du bibliophile (dt. Die Hölle des Bibliomanen) gipfelt in solchen das Buch personifizierenden Sätzen wie: 

« Ô charmant petit livre ! disais-je ; petite Manon Lescaut, si bien imprimée par Didot en 1797 ! Béni soit l’amateur qui t’a si bien conservée, lavée, encollée et habillée de maroquin puce ; béni soit le relieur qui t’a reliée, le laveur qui t’a lavée, l’encolleur qui t’a encollée. »

„‚Oh, du bezauberndes Büchlein!‘ sagte ich, ‚du kleine Manon Lescaut, so schön gedruckt von Didot im Jahr 1797! Gepriesen sei der Liebhaber, der dich so gut aufbewahrt hat, gewaschen, geleimt und in braunes Maroquin gekleidet; gesegnet sei der Buchbinder, der dich gebunden hat, der Wäscher, der dich gewaschen, die Person, die dich geleimt hat.‘ (Freie deutsche Übersetzung)“

## Werke
- J. de Schelandre (1854)
- André Boulle, ébéniste de Louis XIV (1854)
- Les albums et les autographes (1855)
- Histoire du sonnet pour servir à l’histoire de la poésie française (1855)
- La double vie (1858)
- L’enfer du bibliophile (1860) (Digitalisat)
- Le Paradis des gens de lettres (1862) (Digitalisat)
- Mélanges tirés d’une petite bibliothèque romantique (1866)
- Charles Baudelaire (1869) (Digitalisat)
- L’Italie et Constantinople (1869)
- André Boulle, ébéniste de Louis XIV (1872)
- Bibliographie romantique (1872)
- Les Sept péchés capitaux de la littérature (1872) (Digitalisat)